# 香川レインボー映画祭
香川レインボー映画祭（Kagawa Rainbow Film Festival）は、2005年から香川県で開催されている、LGBT・セクシャルマイノリティなどの映画を上映する映画祭。
例年秋（9月〜11月）に1日〜2日の日程で開催され、場所はいずれも、サンポート高松シンボルタワー e-topiaかがわ BBスクエア。

## 上映作品

### 2005年（第1回）[1]
10月9日開催。
- My Sexuality　〜私の好きな性別〜（1999年、日本）
- Queer Boys and Girls on the SHINKANSEN（2004年 - 2005年、日本）
- No time No place（2004年、日本）
- パペット劇場〜愛、以外。（2004年、日本）
- homme-オム-（レインボーmix）（2005年、日本）
- ヘテロ薬（2005年、日本）

### 2006年（第2回）[2]
11月25日・26日開催。
- ビーイング・ノーマル - Being Normal（2003年、韓国）
- 誓いますか?/誓います - Tying the knot（2004年、アメリカ）
- 梵天 - Bonten（2004年、日本）
- 東京のどこかで - Somewhere in Tokyo（2006年、日本）
- プリカちゃん - Plica-chan（2006年、日本）
- ゲストトーク - 大阪府議会議員 尾辻かな子

### 2007年（第3回）[3]
9月23日開催。
- ウェディング・バンケット - 喜宴 / The Wedding Banquet（1993年、台湾・アメリカ）
- トランスアメリカ - Transamerica（2005年、アメリカ）
- LOVE MY LIFE（2006年、日本）

### 2008年（第4回）[4]
9月14日開催。
- 何でも聞いてみよう No Dumb Question
- 月のかげ Tsuki-no-kage
- blue
- プルートで朝食を - Breakfast on Pluto（2005年、アイルランド・イギリス）
- 初戀 Hatsu-Koi（2007年、日本）
- 今泉浩一監督（『初戀 Hatsu-Koi』）舞台挨拶

### 2009年（第5回）[5]
10月11日開催。
- BOTH（2005年、アメリカ・ペルー）
- ヨコヅナ・マドンナ - Like a Virgin（2006年、韓国）
- ドラァグ・キング北米ツアー
- TOPLESS/トップレス（2007年、日本）
- 内田英治監督（『TOPLESS/トップレス』）・清水美那（『TOPLESS/トップレス』）トークショー

### 2010年（第6回）[6]
10月10日開催。
- Tattoo -刺青（2007年、台湾）
- ココデナイドコカ - Drifting（2010年、日本）
- ヴォイス・オブ・ヘドウィグ　- Follow My Voice: With the Music of Hedwig（2004年、アメリカ）
- おばけのマリコローズ - MARIKO ROSE THE SPOOK（2009年、日本）
- 小林でび監督（『おばけのマリコローズ』）トークショー

### 2011年（第7回）[7]
10月9日開催。
- 僕の恋、彼の秘密（2004年、台湾）
- ピュ〜ぴる（2009年、日本）
- 百合子、ダスヴィダーニヤ（2011年、日本）
- 浜野佐知監督（『百合子、ダスヴィダーニヤ』）トークショー

### 2012年（第8回）[8]
10月7日開催。
- 夕立ちのみち（2011年、カナダ・アメリカ）
- ごくごくふつーのっ!（2011年、日本）
- SRS ♂ありきたりなふたり♀（2011年、日本）
- あしたのパスタはアルデンテ（2010年、イタリア）

### 2013年（第9回）
10月27日開催。
- 美輪明宏ドキュメンタリー 〜黒蜥蜴を探して〜（2010年、フランス）
- TSUYAKO（2011年、アメリカ）
- エソラ（2013年、日本）
- 僕の中のオトコの娘（2012年、日本）
- アルバート氏の人生（2011年、アイルランド）